# Castle in the Desert
Castle in the Desert (bra Castelo no Deserto) é um filme estadunidense de 1942, dos gêneros drama e policial, dirigido por Harry Lachman, com roteiro de John Larkin baseado em personagens criados por Earl Derr Biggers.